# Toa (y khoa)
Toa là một tờ đơn, thông thường thì do bác sĩ y khoa cấp cho bệnh nhân để mua thuốc ở nhà thuốc tây. Giấy này viết riêng cho một cá nhân để mua đúng một loại dược phẩm.
Ở nhiều quốc gia trên thế giới, một số thuốc men chỉ được bán ra khi có toa bác sĩ chứ không được bán tự do trực tiếp đến người tiêu thụ.